# Calyptraea africana
Calyptraea africana is een slakkensoort uit de familie van de Calyptraeidae. De wetenschappelijke naam van de soort is voor het eerst geldig gepubliceerd in 2004 door Rolán.